# Xã Bloomfield, Quận Traill, Bắc Dakota
Xã Bloomfield (tiếng Anh: Bloomfield Township) là một xã thuộc quận Traill, tiểu bang Bắc Dakota, Hoa Kỳ. Năm 2010, dân số của xã này là 130 người.